# Municipio de Vernon (condado de Dubuque)
El municipio de Vernon (en inglés: Vernon Township) es un municipio ubicado en el condado de Dubuque en el estado estadounidense de Iowa. En el año 2010 tenía una población de 3072 habitantes y una densidad poblacional de 32,7 personas por km².

## Geografía
El municipio de Vernon se encuentra ubicado en las coordenadas 42°25′35″N 90°50′24″O / 42.42639, -90.84000. Según la Oficina del Censo de los Estados Unidos, el municipio tiene una superficie total de 93.93 km², de la cual 93,93 km² corresponden a tierra firme y (0 %) 0 km² es agua.

## Demografía
Según el censo de 2010, había 3072 personas residiendo en el municipio de Vernon. La densidad de población era de 32,7 hab./km². De los 3072 habitantes, el municipio de Vernon estaba compuesto por el 97,95 % blancos, el 0,94 % eran afroamericanos, el 0,07 % eran amerindios, el 0,36 % eran asiáticos, el 0,2 % eran de otras razas y el 0,49 % eran de una mezcla de razas. Del total de la población el 0,72 % eran hispanos o latinos de cualquier raza.